# Rue de la Pompe (metropolitana di Parigi)
Rue de la Pompe è una stazione della linea 9 della metropolitana di Parigi.

## La stazione
La stazione venne aperta nel 1922 e prese il nome da un'antica strada del villaggio di Passy, come risulta da alcuni documenti del 1730, che correva lungo le mura del château de la Muette. La strada prese il nome, intorno al XVIII secolo, dalla pompa che alimentava i rifornimenti idrici del castello.

## Interconnessioni
- Bus RATP